# Penola
Penola ist eine Ortschaft im Südosten des australischen Bundesstaats South Australia. Der Ort liegt etwa 350 km südöstlich von Adelaide an der Grenze zum Bundesstaat Victoria und hat etwa 1.300 Einwohner (Stand 2016). In der Nähe befindet sich das bekannte Weinbaugebiet Coonawarra.
Zu bekannten Persönlichkeiten mit Bezug zu Penola zählen die katholische Ordensschwester Mary MacKillop (1842–1909), die als bisher einzige Person aus Australien und Ozeanien selig- und heiliggesprochen wurde, sowie der Polarforscher John Rymill (1905–1968).

## Geschichte
Die ersten europäischen Siedler im Gebiet waren der schottischstämmige Alexander Cameron und seine Frau Margaret (geb. MacKillop), die ab Januar 1844 dort lebten und zunächst Viehwirtschaft betrieben. Um 1848 eröffnete Cameron das Royal Oak Hotel, das in der Folgezeit insbesondere Glücksrittern auf dem Weg zu den Goldfeldern in Victoria (siehe auch Victorianischer Goldrausch) als Unterkunft diente und ihm zu gewissem Wohlstand verhalf.  Im April 1850 pachtete Cameron 80 Acres Land von der britischen Krone und legte damit den Grundstein für die Stadt Penoola (später Penola). Im Laufe des nächsten Jahrzehnts wurden Geschäfte, eine Kirche und eine Schule eröffnet.
John Riddoch führte den Weinanbau in Penola ein. 1890 gründete er die Penola Fruit Growing Colony, die 1897 in Coonawarra umbenannt wurde.